# 庫本正
庫本 正（くらもと ただし、1936年 - ）は、日本の動物学者。秋吉台科学博物館名誉館長。

## 人物
1936年香川県出身。山口大学文理学部生物学科卒。農学博士。山口県環境教育学会長。1983年（昭和58年）に著書『コウモリ―地下実験室からの報告』でサンケイ児童出版文化賞を受賞。1991年（平成3年）文部大臣表彰、1997年（平成9年）環境庁長官表彰（自然公園功労）。
1971年、農学博士（九州大学）取得。　論文の題は「秋吉台産コウモリ類の生態および系統動物学的研究 」。

## 著書
- 庫本正; 清水勝 (1979). どうくつのこうもり. えほん・しぜんシリーズ20. ポプラ社
- 庫本正; 松岡達英 (1983). どうくつの生きもの. 小学館の動物ノンフィクション6. 小学館. ISBN 4092840063
- 庫本正; 薮内正幸 (1985). 洞窟にいどむ : 秋吉台三億年の歴史を探る. かがくのほん. 福音館書店. ISBN 4834001202
- 庫本正 (1999). さぐろう秋吉台の3億年. 科学で環境探検. 大日本図書. ISBN 4477009690

## 論文
- 国立情報学研究所収録論文 国立情報学研究所

## 賞詞
- サンケイ児童出版文化賞: 著書『コウモリ―地下実験室からの報告』